# Gelber Affodill
Der Gelbe Affodill (Asphodeline lutea; Synonym: Asphodelus luteus L.), früher auch Goldwurz genannt, ist eine Pflanzenart aus der Gattung der Junkerlilien (Asphodeline) in der Unterfamilie der Affodillgewächse (Asphodeloideae).

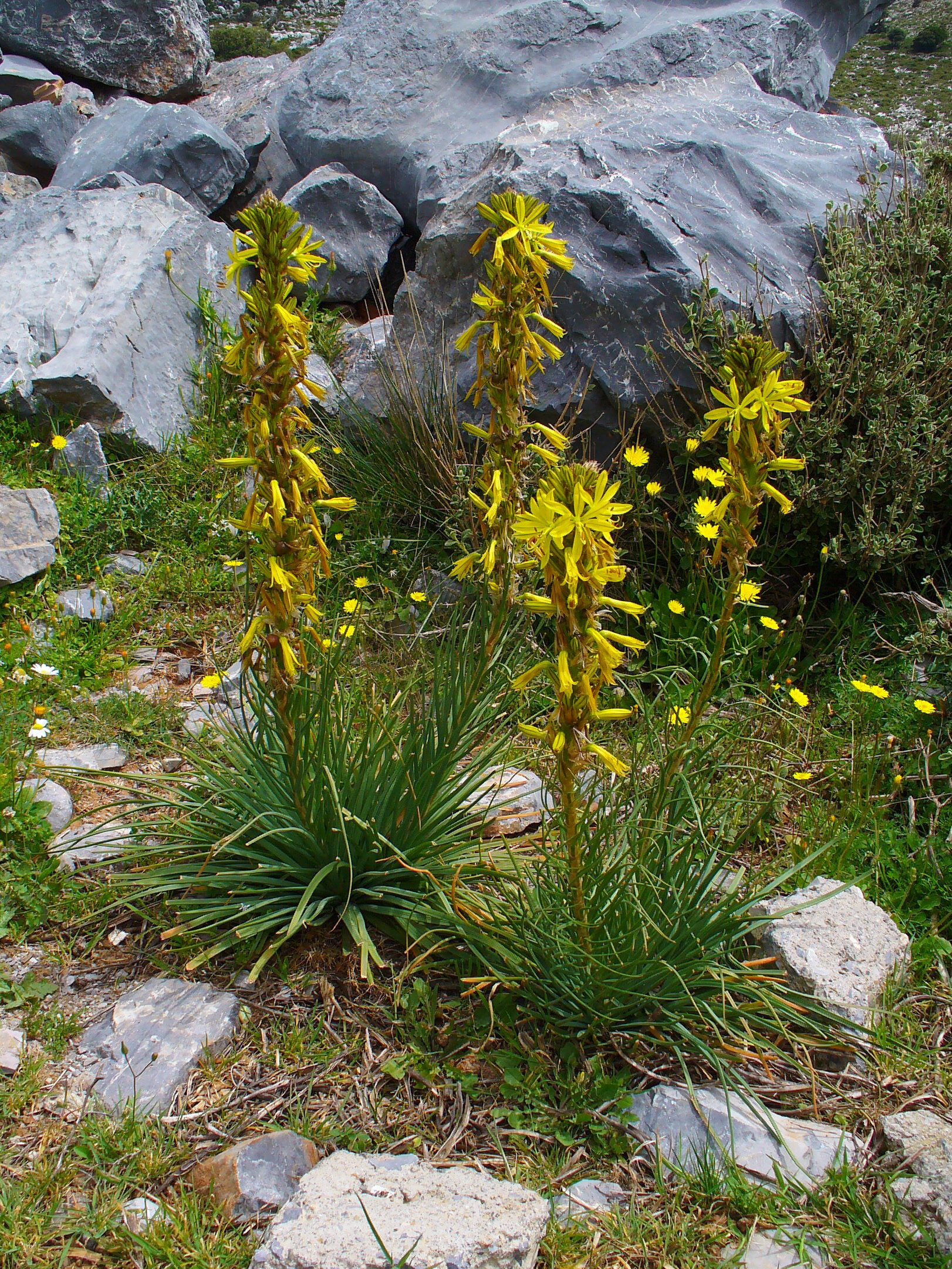
Asphodeline lutea, Habitus

## Merkmale

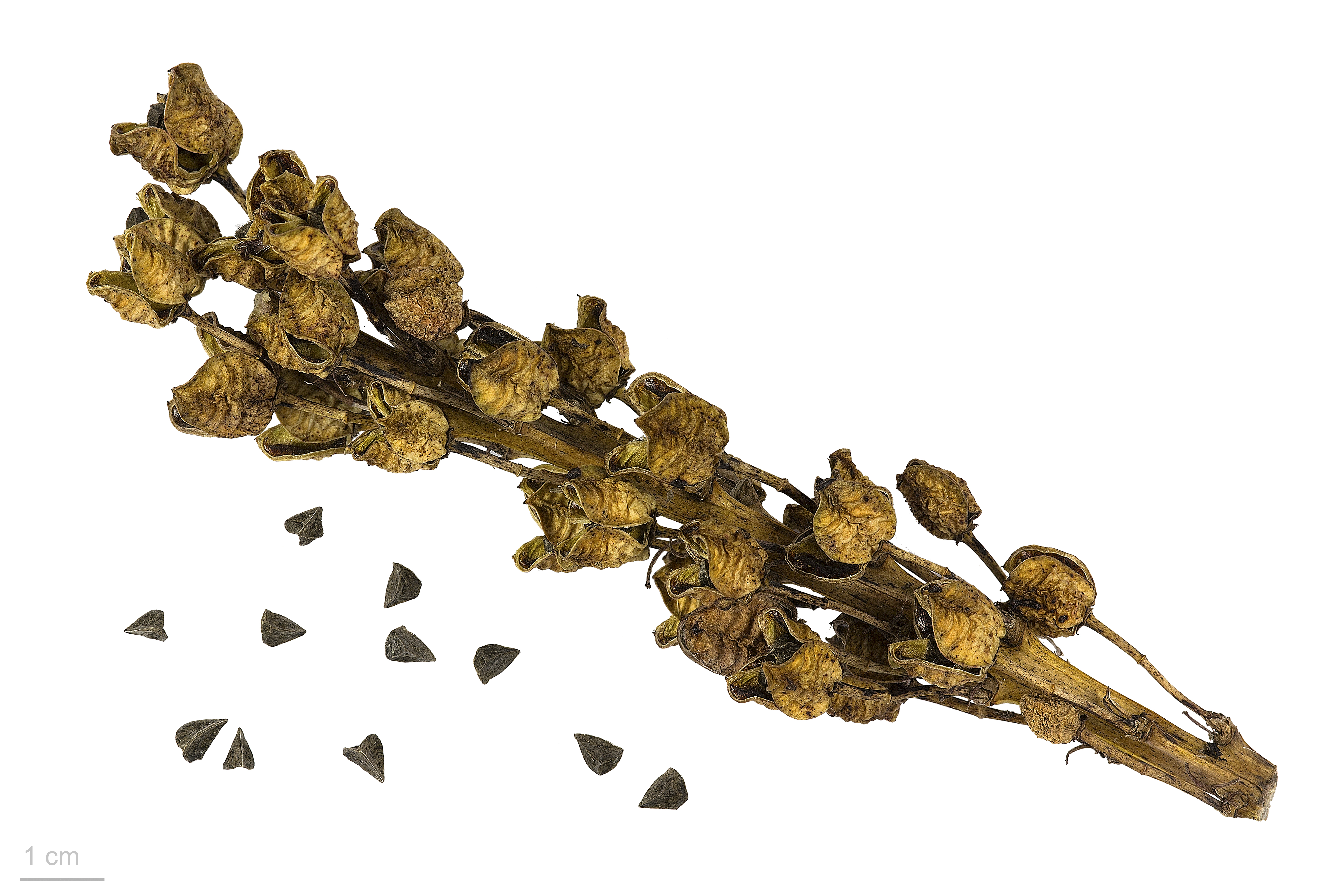
Asphodeline lutea

Der Gelbe Affodill ist eine kahle, ausdauernde krautige Pflanze. Sie bildet ein kurzes Rhizom und fleischige Wurzeln. Der Stängel ist kräftig und erreicht Wuchshöhen von 40 bis 120 Zentimeter, ist beblättert und von den Blattscheiden verdeckt. Die Laubblätter sind bis 35 Zentimeter lang und 5 Millimeter breit, linealisch, grasartig und im Querschnitt dreieckig. Der unverzweigte, traubige Blütenstand ist dicht und 10 bis 40 Zentimeter lang. Die Tragblätter sind mit einer Länge von 2 bis 3,5 Zentimeter länger als die nahe der Mitte gegliederten Blütenstiele. Die sechs Blütenhüllblätter sind gelb mit grünem Mittelnerv, 2 bis 2,5 Zentimeter lang und am Grund kurz miteinander verwachsen. Der Durchmesser der beinahe kugeligen Kapselfrüchte beträgt etwas über 1 Zentimeter.
Die Blütezeit reicht von März bis Juni.

## Vorkommen
Der Gelbe Affodill kommt im zentralen und östlichen Mittelmeergebiet auf grasigen Felsfluren, in Garriguen und in Macchien vor.
Das Verbreitungsgebiet umfasst Italien, die Balkanhalbinsel, die Türkei, die Ägäis, Zypern, die Krim, Algerien, Tunesien und Vorderasien.

## Belege
- Ehrentraud Bayer, Karl Peter Buttler, Xaver Finkenzeller, Jürke Grau: Pflanzen des Mittelmeerraums. (= Die farbigen Naturführer). Mosaik Verlag, München 1986, DNB 871209969.